# Marzec 2025

## 31 marca
- Francuska polityk Marine Le Pen została uznana winną sprzeniewierzenia funduszy Parlamentu Europejskiego i skazana na karę 4 lat pozbawienia wolności oraz 5 lat zakazu ubiegania się o funkcje publiczne[1][2].

## 30 marca
- Niemiecka rakieta nośna Spectrum odbyła swój pierwszy lot z norweskiego Andøya Spaceport, będąc tym samym pierwszą rakietą orbitalną wystrzeloną z Europy kontynentalnej. Rakieta rozbiła się i eksplodowała 30 sekund po starcie[3][4][5].

## 29 marca
- Inwazja Rosji na Ukrainę: Gubernator Ołeh Siniehubow poinformował, że wieczorem w rosyjskim ataku dronów na Charków zginęły dwie osoby, a co najmniej 35 zostało rannych. Eksplozje uszkodziły targowisko, 27 budynków mieszkalnych i inne budynki publiczne, w tym placówkę medyczną[6][7][8][9].

## 28 marca
- Trzęsienie ziemi w Mandalaju: Trzęsienie ziemi o magnitudzie 7,7 uderzyło w prowincję Sikong w Mjanmie, a znaczne szkody odnotowano również w Bangkoku w Tajlandii. Trzęsienie spowodowało śmierć ponad 2600 osób w Mjanmie i 18 w Tajlandii, a ponad 3400 osób zostało rannych. Setki kolejnych osób uznano za zaginione, w tym na zawalonym placu budowy w Bangkoku. Rząd Mjanmy ogłosił stan wyjątkowy[10][11][12][13].
- Inwazja Rosji na Ukrainę: Gubernator Serhij Łysak powiedział, że cztery osoby zginęły, a co najmniej 24 zostały ranne (trzy były w stanie krytycznym) w rosyjskim ataku dronów na Dniepr. W wyniku ataku doszło do dużego pożaru w kompleksie hotelowo-restauracyjnym, a także w 11 prywatnych domach. Ponad 20 dronów zaatakowało miasto, jednak większość została zestrzelona. Według lokalnych władz w ataku uszkodzonych zostało kilka wieżowców[14][15][16].

## 27 marca
- Na placu Dam w Amsterdamie w Holandii miał miejsce atak nożownika, w wyniku którego co najmniej pięć osób zostało rannych. Sprawca został zatrzymany przez funkcjonariuszy policji i był badany pod kątem motywu terrorystycznego. Napastnik został zidentyfikowany jako 30-letni obywatel Ukrainy z Doniecka, określany jako „Roman D.”[17][18][19][20][21].

## 26 marca
- Masaki Kashiwara dostał matematyczną Nagrodę Abela jako pierwszy Japończyk[22]

## 22 marca
- W trakcie 7. sesji VII Synodu Diecezjalnego Diecezji Wrocławskiej Kościoła Ewangelicko-Augsburskiego w Rzeczypospolitej Polskiej, ks. Marcin Orawski został wybrany na biskupa diecezji wrocławskiej[23].

## 21 marca
- Next Generation Air Dominance: Administracja prezydenta Donalda Trumpa zapowiedziała produkcję nowego myśliwca przewagi powietrznej szóstej generacji firmy Boeing, Boeing F-47[24][25].

## 20 marca
- Prezydent Donald Trump podpisał rozporządzenie wykonawcze nakazujące nakazujące sekretarz edukacji USA Lindzie McMahon rozpoczęcie likwidacji Departamentu Edukacji Stanów Zjednoczonych, który jest odpowiedzialny za przydzielanie środków federalnych szkołom i wypłacanie pomocy finansowej[26][27].
- Zmarł suspendowany w 2021 roku pallotyn ks. Łukasz Prausa, który twierdził, że posiada stygmaty i objawia mu się Jezus Chrystus, czym zyskał sobie grono zwolenników[28][29][30][31][32].

## 19 marca
- Rozpoczęły się protesty antyrządowe w Turcji, wywołane aresztowaniem burmistrza Stambułu[33].

## 18 marca
- Boeing Crew Flight Test, SpaceX Crew-9: Astronauci Sunita Williams i Barry Wilmore wrócili na Ziemię na pokładzie kapsuły SpaceX Crew-9 Dragon 2 po dziewięciu miesiącach na Międzynarodowej Stacji Kosmicznej (ISS). Początkowo astronauci mieli spędzić osiem dni na ISS, ale ich powrót został opóźniony z powodu problemów technicznych z kapsułą Boeing Starliner Calypso[34].

## 17 marca
- W wieku 105 lat zmarł pilot Royal Air Force Paddy Hemingway, będący ostatnim znanym żyjącym lotnikiem bitwy o Anglię z 1940 roku[35].

## 16 marca
- Co najmniej 59 osób zginęło, a ponad 155 zostało rannych w wyniku pożaru, który wybuchł w klubie nocnym podczas koncertu w mieście Koczani w Macedonii Północnej[36].
- Prezydent Donald Trump podpisał rozporządzenie wykonawcze nakazujące zamknięcie wielu nadawców finansowanych przez państwo, w tym Głos Ameryki, Radio y Televisión Martí i Alhurra, a także wstrzymujące dotacje dla Radia Wolna Europa/Radia Liberty i Radio Free Asia[37][38].

## 15 marca
- Śledczy ds. ochrony środowiska ustalili, że w lutym 2025 roku doszło do awarii zapory osadowej należącej do chińskiej firmy wydobywającej miedź, co spowodowało zrzucenie 50 mln litrów wysoce toksycznych odpadów do dorzecza rzeki Kafue, niszcząc ekosystemy w promieniu 100 km (62 mil) w dół rzeki i wpływając na zaopatrzenie w wodę, rybołówstwo i nawadnianie 60% populacji Zambii[39].

## 14 marca
- Miało miejsce całkowite zaćmienie Księżyca w godzinach porannych na półkuli zachodniej i w nocy[40].

## 13 marca
- W wieku 105 lat zmarł Bolesław „Bolek” Ostrowski, będący ostatnim znanym żyjącym spadochroniarzem z 1. Samodzielnej Brygady Spadochronowej generała Stanisława Sosabowskiego i Polakiem, uczestniczącym w operacji Market Garden[41][42].

## 11 marca
- NASA wystrzeliło teleskop kosmiczny SPHEREx na statku kosmicznym Falcon 9 Block 5 z Vandenberg Space Force Base w hrabstwie Santa Barbara w Kalifornii, w Stanach Zjednoczonych. Misja SPHEREx czterokrotnie przeprowadzi przegląd całego nieba w celu zmierzenia widm w zakresie światła widzialnego i bliskiej podczerwieni rejestrując dane o ok. 450 milionach galaktyk i 100 milionach gwiazd[43][44].

## 10 marca
- Liczba ofiar kilkudniowych masakr alawitów i chrześcijan w Syrii wyniosła ok. 1000 osób[45].

## 7 marca
- Z rzeki Kolumbia w Stanach Zjednoczonych, wyciągnięto forda, który prawdopodobnie należał do rodziny Martin(inne języki), która zaginęła 7 grudnia 1958[46].

## 6 marca
- Rakieta Ariane 6 wystrzeliła francuskiego satelitę rozpoznawczego CSO-3 z Gujańskiego Centrum Kosmicznego, pomyślnie przeprowadzając pierwszy komercyjny lot rakiety[47].
- Sonda kosmiczna IM-2 Athena firmy Intuitive Machines wylądowała na Mons Mouton w pobliżu południowego bieguna Księżyca po starcie z Centrum Kosmicznego im. Kennedy’ego na Florydzie w USA, 27 lutego 2025 roku[48].

## 4 marca
- A23a, o powierzchni ok. 3500 km², to największa na świecie góra lodowa, która osiadła na mieliźnie, na płytkich wodach u wybrzeży Georgii Południowej na Oceanie Atlantyckim[49].
- Colossal Bioscenes stworzyło myszy włochate w ramach badań nad przywróceniem mamuta włochatego[50].

## 2 marca
- Odbyła się 97. ceremonia wręczenia Oscarów[51].
- Prezydent Donald Trump podpisał rozporządzenie wykonawcze ustanawiające język angielski jako urzędowy obowiązujący na terenie Stanów Zjednoczonych[52].
- Lądownik Blue Ghost należący do amerykańskiej firmy Firefly Aerospace z powodzeniem wylądował na powierzchni Księżyca w ramach programu NASA Commercial Lunar Payload Services, dostarczając do Mare Crisium ładunki z instrumentami służącymi do badania regolitów księżycowych i oddziaływań między wiatrem słonecznym a polem magnetycznym Ziemi[53][54].

## 1 marca
- W krypcie w podziemiach bazyliki katedralnej św. Michała Archanioła i św. Floriana Męczennika w Warszawie złożono ciało biskupa Kazimierza Romaniuka, który zmarł we wtorek 25 lutego 2025[55].